# لئونارد، میسوری
لئونارد (به انگلیسی: Leonard) یک روستا (ایالات متحده آمریکا) در ایالات متحده آمریکا است که در شهرستان شل‌بای، میزوری واقع شده‌است.
 لئونارد ۰٫۸۳ کیلومتر مربع مساحت و ۶۱ نفر جمعیت دارد و ۲۳۸ متر بالاتر از سطح دریا واقع شده‌است.